# 中国四大盆地
中国四大盆地指中国境内的四个大型盆地，自北向南分别是：
- 准噶尔盆地，38万平方公里
- 塔里木盆地，53万平方公里
- 柴达木盆地，20万平方公里
- 四川盆地，16万平方公里

四大盆地均位于中国西部；前三大盆地位于西北地区，四川盆地位于西南地区。